# Quapaw
Pour le peuple amérindien, voir Quapaws.
La ville américaine de Quapaw est située dans le comté d’Ottawa, dans l’État de l’Oklahoma. Lors du recensement de 2010, sa population s’élevait à 906 habitants.

## Source
- (en) Cet article est partiellement ou en totalité issu de l’article de Wikipédia en anglais intitulé « Quapaw, Oklahoma » (voir la liste des auteurs).